# هندی گیمز
هندی گیمز (انگلیسی: HandyGames) شرکت بازی ویدئویی آلمانی است، که در سال ۲۰۰۰ تأسیس شد.